# Ли Гю Хёк
Ли Гю Хёк (кор. 이규혁; 16 марта 1978, Сеул) — южнокорейский конькобежец, специализируется на спринтерских дистанциях. Четырёхратный чемпион мира в спринтерском многоборье, чемпион мира 2011 года на дистанции 500 метров, двукратный серебряный и однократный бронзовый призёр чемпионатов мира на дистанциях 500 и 1000 метров соответственно. Четырёхкратный чемпион Азиатских игр (по два раза выиграл гонки на 1000 и 1500 метров). Родом из конькобежной семьи: отец — Ли Ик Хван (участник Олимпийских игр 1968 года), младший брат — Ли Кё Хён (участник Олимпийских игр 1998 и 2002 года).

## Карьера
В 13 лет дебютировал на юниорском чемпионате мира 1992 года в Варшаве, где показал итоговый 21-й результат. На Олимпийских играх 1994 года в Лиллехаммере, в своём дебютном сезоне на взрослом уровне, 15-летний Ли стал 36-м на пятисотметровке и 32-м на дистанции вдвое длиннее.
В 1997 году Ли выиграл свои первые награды, взяв «серебро» на пятисотметровой дистанции и «бронзу» на километровой в рамках домашней для себя Универсиады в Муджу. На Олимпийских играх 1998 года в Нагано Гю Хёк был восьмым в полукилометровой гонке и 13-м в километровой. В том же сезоне к корейцу пришла первая победа на этапах Кубка мира.
На чемпионате мира 2001 года в Солт-Лейк-Сити Ли остановился в шаге от бронзовый медали, став четвёртым на тысяче метров, а на пятистах метрах он стал пятым. На прошедших там же Олимпийских играх 2002 года он вновь стал пятым на полукилометре, а на километре и полуторокилометре — восьмым.
После этого на три сезона Ли ухудшил свои позиции в мировых коньках, оказавшись во втором десятке лучших спринтеров мира. Однако на континентальном уровне он завоевал два «золота» на Азиатских играх 2003 года в Аомори (дистанции 1000 и 1500 метров). В сезоне 2005/06 он вновь стал показывать хорошие результаты, среди которых четвёртое место на чемпионате мира по спринтерскому многоборью, а также четвёртое место на пятисотметровом забеге в олимпийском Турине.
На конец 2000-х годов пришёл расцвет карьеры Ли Гю Хёка, который особенно сильно выступал на дистанциях 500 и 1000 метров. На первой дистанции он дважды стал серебряным призёром чемпионатов мира (2008, 2009), на второй — бронзовым (2007). Четырежды он стал чемпионом мира в спринтерском многоборье (2007, 2008, 2010, 2011).